# Filactério
Na história da arte, uma filactera ou filactério (também chamado de bandeirola, pergaminho de fala ou voluta de fala) é um dispositivo ilustrativo que denota fala, música ou outros tipos de som.
Desenvolvido de forma independente em dois continentes, o dispositivo foi usado por artistas das culturas mesoamericanas desde 650 a.C. até depois da conquista espanhola no século XVI, e por pintores europeus dos séculos XIII e XIV. Enquanto os pergaminhos de fala europeus eram desenhados como se fossem um pergaminho desenrolado ou uma tira de pergaminho, as volutas de fala mesoamericanas têm o formato de um rolo, parecendo muito com um ponto de interrogação. É usado na heráldica para lemas ou slogans e gritos de guerra. Também consideram-no um precursor dos balões de diálogo.

## Mesoamérica

Um jogador de bola com vareta de Teotihuacan com uma voluta de fala bicolor. Observe as "abas" ao longo da borda externa da voluta.

Volutas de fala são encontrados em toda a área da Mesoamérica. Um exemplo antigo é um selo cilíndrico de cerâmica olmeca datado de c. 650 a.C., onde duas linhas saem da boca de um pássaro seguidas por glifos propostos como "3 Ajaw", o nome de um governante. A fala humana ou sopro era considerado um elemento criativo em suas mitologias, muitas vezes evocadora de divindades ou atributo de poder real ou eloquência nobre. As volutas simbolizavam tanto a produção quanto a recepção de sons, bem como seu conteúdo e caráter, por exemplo em um desenho que indica o caminho de reverberação da voz.

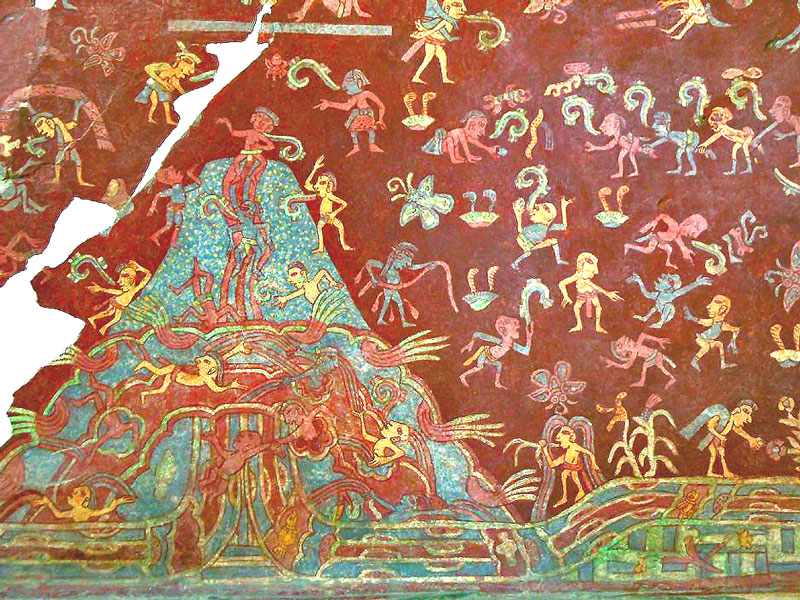
Os murais da era clássica em Teotihuacan estão repletos de rolos de discursos, em particular quadros no complexo de Tepantitla – este mural, por exemplo, tem mais de 20 pergaminhos de discursos.

Na Mesoamérica, os rolos de fala são geralmente orientados para cima ao longo da borda externa mais longa, de modo que o elemento central (ou "língua") se curva para baixo à medida que espirala. Algumas volutas mesoamericanas são divididos longitudinalmente, com cada lado recebendo uma tonalidade diferente. Glifos ou marcas semelhantes raramente aparecem no rolo de fala mesoamericano, embora "abas"—blocos pequenos, triangulares ou quadrados—às vezes sejam vistos ao longo da borda externa. Se o rolo de fala representa uma língua, então as abas podem representar dentes, mas seu significado ou mensagem, se houver, não é conhecido.

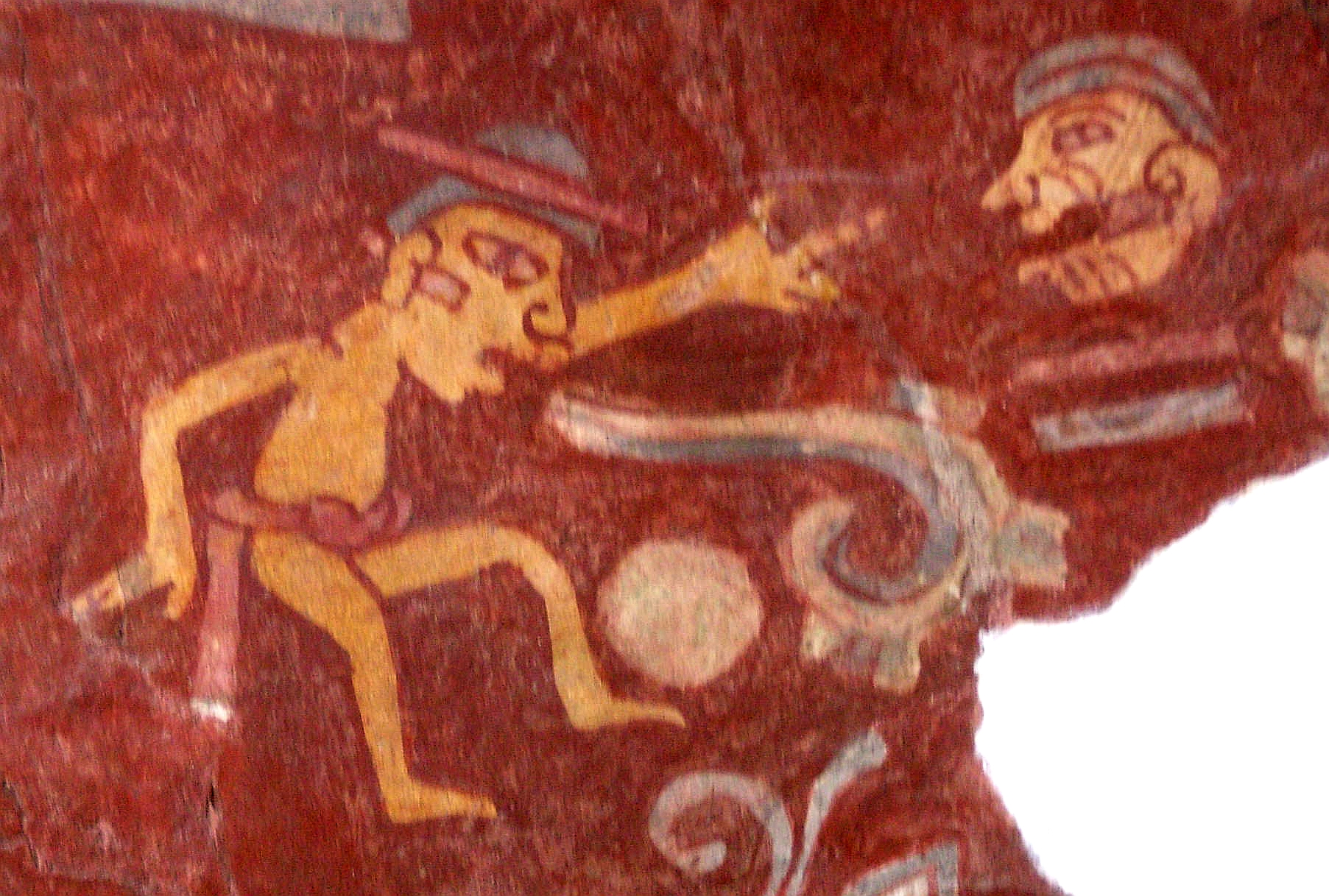
Um mural na antiga cidade mesoamericana de Teotihuacan, México, c. século II)

Søren Wichmann considera que várias das técnicas visuais na arte sequencial maia constituem elementos equivalentes daqueles encontrados nos modernos quadrinhos com seus balões de fala, incluindo linhas de movimento e piadas cômicas, apesar da limitação de espaço para a pintura de narrativas maias. Em um exemplo de vaso cilíndrico real (K1398), a figura de um coelho travesso rouba as roupas de um homem idoso, e uma voluta de fala aparece saindo da boca do animal, sobre a qual aparecem glifos que dizem: "cheire seu suor, pênis bruxo!".
Às vezes, as volutas de fala são decoradas com dispositivos que descrevem o tom do discurso:
- Em uma gravura no sítio maia de Chichén Itzá, o pergaminho do discurso de um governante assume a forma de uma serpente.[8]
- O pergaminho do discurso espanhol em um códice asteca do século XVI é decorado com penas para denotar "palavras suaves, brandas".[9]
- Em outro códice do século XVI, o Códex Selden, dois governantes mixtecas (foto acima) são mostrados insultando dois embaixadores através do uso de ícones de "facas de pedra" anexadas às volutas do discurso.[10]
- Após a conquista espanhola, manuscritos indígenas receberam adaptações do alfabeto latino e muitos códices foram patrocinados para serem escritos nesta época, como o Mapa Quinatzin, em que se preserva o estilo das volutas de fala, mas aparece também texto em escrita latina.[11]

## Europa

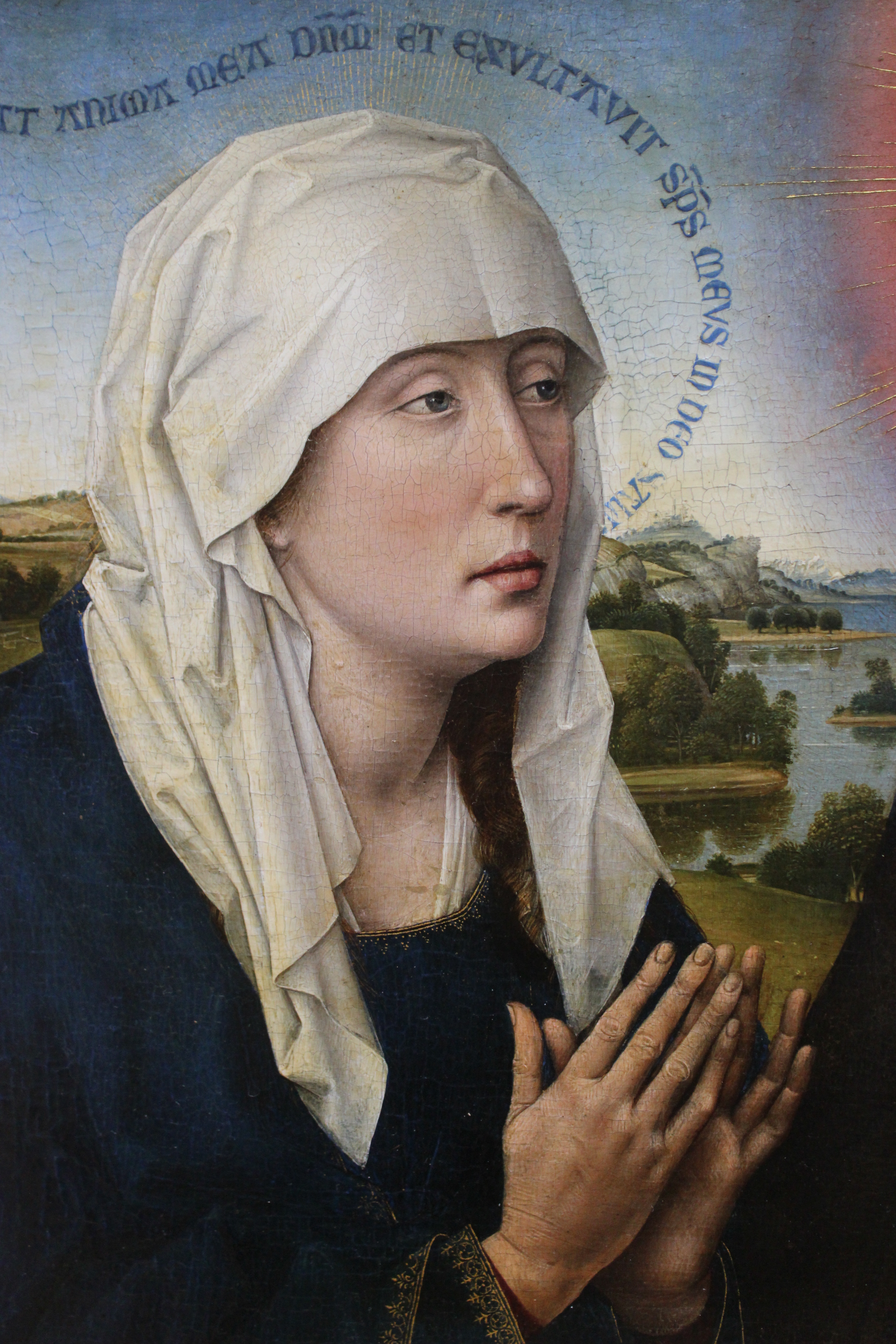
Detalhe do Tríptico de Braque por Rogier van der Weyden, c. 1452.

Em contraste com a natureza abstrata das volutas de fala mesoamericanos, os pergaminhos ou bandeirolas medievais europeus aparecem como pergaminhos reais, flutuando no espaço tridimensional aparente (ou no espaço real na escultura). Eles se tornaram comuns pela primeira vez no início do período gótico. Anteriormente, como na arte bizantina, as palavras faladas, se é que apareciam, eram geralmente pintadas ao lado de uma figura; estas são chamadas tituli. No entanto, obras anteriores que usam bandeirolas são os Evangelhos de Aachen de Otto III (c. 975) e a Cloisters Cross românica inglesa do século XII. Esta última obra demonstra o uso de bandeirolas como atributos dos profetas do Antigo Testamento, para distingui-los dos Quatro Evangelistas do Novo Testamento, portadores de livros, e de outros santos cristãos, uma convenção que apareceu na Itália no século XIII. Podem ser vistas na Santa Trinita Maestà de Cimabue (Uffizi, 1280–90), na Maestà de Duccio (1308–11) e outras obras. A convenção teve uma adequação histórica, já que o Antigo Testamento foi originalmente escrito em pergaminhos, enquanto quase todos os manuscritos sobreviventes do Novo Testamento são códices (como os livros modernos). Eles também podem ser usados para palavras de anjos, especialmente a saudação de Gabriel a Maria nas cenas da Anunciação.

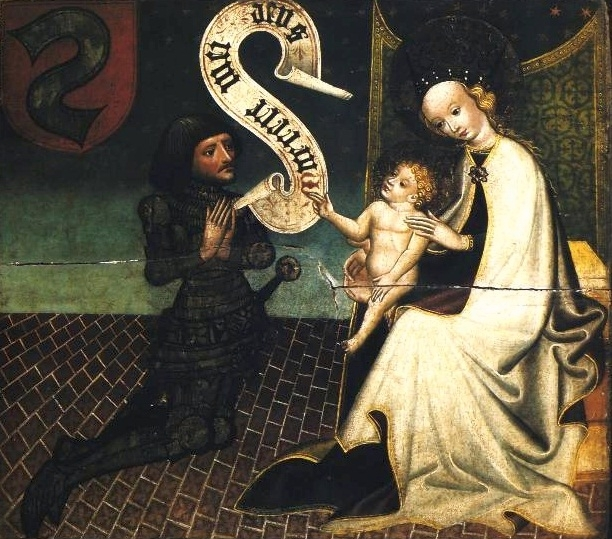
Epitáfio de Jan de Ujazd, Anônimo, Pequena Polônia, c. 1450

Durante o século XIV, as citações em bandeirolas permitiram cada vez mais que os artistas incluíssem ideias mais complexas nas suas obras, embora por enquanto geralmente em latim, restringindo assim enormemente o público que as poderia seguir.
Os pergaminhos de fala europeus geralmente contêm as palavras faladas, de forma muito semelhante a um balão de fala moderno. A maioria deles está em obras religiosas e contém citações bíblicas da figura retratada–os profetas do Antigo Testamento, por exemplo, eram frequentemente mostrados com uma citação apropriada de seu trabalho. Como as palavras são geralmente de natureza religiosa, o pergaminho do discurso é frequentemente escrito em latim, mesmo quando aparece em ilustrações em xilogravura de livros escritos no vernáculo. Isso também permitiria que a ilustração fosse usada em edições em outros idiomas.
Às vezes, os pergaminhos de fala europeus também podem ser vistos em obras seculares e também podem conter o nome de uma pessoa para identificá-los. Em figuras esculpidas, as palavras geralmente eram pintadas no pergaminho e desde então estão desgastadas. Em algumas obras do gótico tardio e do Renascimento, e na decoração arquitetônica, bandeirolas vazias muito elaboradas parecem ter apenas fins decorativos. O pergaminho do discurso europeu caiu em desuso em grande parte devido a um interesse crescente pelo realismo na pintura; o halo teve um declínio semelhante.[carece de fontes?]